# 러시아 철학
러시아 철학은 러시아 사상가들의 철학적 유산을 총체적으로 부르는 명칭이다.
역사기록학적으로 러시아 철학의 기원, 철학의 기간, 문화적 중요성에 관한 총의는 없다. 러시아 철학의 역사적 경계는 한 특정 연구가가 러시아 지식인 역사를 보는 철학적 내용에 직접적으로 의존한다.

## 주요 학파 및 운동
1. 인민주의
2. 허무주의 운동
3. 톨스토이 운동
4. 실증주의
5. 유라시아주의
6. 국가주의

## 같이 보기
- 러시아의 철학자 목록